# Popevke sem slagal
Popevke sem slagal je hrvatska pjesma koju je napisao 
hrvatski književnik Dragutin Domjanić,  a uglazbio hrvatski skladatelj Vlaho Paljetak.  
Prva strofa skladbe parafrazirana se nalazi na početku singla "Dinamo ja volim", iz 1992., skupine Pips, Chips & Videoclips, izmijenjena samo u zadnjem stihu iz izvornika "...I vsu svoju radost sem drugim ja dal" u inačicu "I svu svoju mladost sam tebi ja dal" koja se odnosi na nogometni klub Dinamo. Ovu pjesmu su Dinamovi navijači prihvatili kao svoju himnu.

## Stihovi
Popevke sem slagal,
i rožice bral,
i (v)su svoju radost
sem drugim ja dal.
Al' žalost navek sem,
vu srcu ja skril,
ni nigdo me žalil,
i sam sem tak bil.
Al' v mojem srcu,
tam suzah vam ni,
i če mi je teško
popevka zvoni.
Če siromak sem,
se drugim bi dal,
popevke i srce
i ne bu mi žal.